# The Mojos
Pour les articles homonymes, voir Mojo.
The Mojos est un groupe de pop britannique des années 1960 originaire de Liverpool. Leur chanson la plus connue est Everything's Alright, reprise par David Bowie en 1973.

## Histoire
Les Mojos, qui s'appellent à l'origine les Nomads, sont formés au début des années 1960 autour du chanteur Stuart James, le guitariste Adrian Wilkinson, le bassiste Keith Karlson et le batteur Bob Conrad. Contrairement à la plupart des groupes de Liverpool, ils sont davantage influencés par le blues que par le rock 'n' roll. Rejoints par le pianiste Terry O'Toole (alias Simon Stavely), ils se rebaptisent « The Mojos » en apprenant qu'un groupe londonien porte déjà le nom de Nomads.
Grâce au succès des Beatles, le Merseybeat est à la mode, ce qui permet aux Mojos de décrocher un contrat avec Decca Records en 1963. Wilkinson quitte le groupe après la sortie de leur premier 45 tours, They Say, en octobre. Il est remplacé par Nicky Crouch, avec qui les Mojos enregistrent leur plus grand succès, Everything's Alright, qui se classe dans le Top 10 des ventes britanniques en avril 1964.
Les Mojos ne parviennent pas à rééditer cette performance : les deux singles qui suivent, Why Not Tonight et Seven Daffodils, ne dépassent pas le bas du Top 30. En 1965, Conrad, Karlson et O'Toole quittent le groupe. Pour les remplacer, Stu James fait appel au bassiste Lewis Collins et au batteur Aynsley Dunbar. Cette nouvelle formation se sépare en 1967 sans avoir réussi à renouer avec le succès. James publie un ultime single sous le nom des Mojos en 1968 sur le label Liberty Records.

## Membres
- Stuart James (†) : chant (1963-1968)
- Adrian Wilkinson : guitare (1963)
- Keith Karlson : basse (1963-1964)
- Bob Conrad : batterie (1963-1964)
- Terry O'Toole : piano (1963-1964)
- Lewis Collins : basse (1964-1967)
- Aynsley Dunbar : batterie (1964-1967)
- Deke Vernon : basse (1967-1968)
- Steve Snake : batterie (1967-1968)
- Eddie Harnett : guitare (1968)
- Duncan Campbell : basse (1968)
- Denny Barbour : batterie (1968)
- Tony House : batterie (1968)

## Discographie

### EP
- 1964 : The Mojos (Everything's Alright / I Got My Mojo Working / The One Who Really Loves You / Nobody But Me)

### Singles
- 1963 : They Say / Forever
- 1964 : Everything's Al'right / Give Your Lovin' to Me – no 9 au Royaume-Uni[2]
- 1964 : Why Not Tonight / Don't Do It Any More – no 25 au Royaume-Uni
- 1964 : Seven Daffodils / Nothin' at All – no 30 au Royaume-Uni
- 1965 : Comin' On to Cry / That's the Way It Goes
- 1965 : Wait a Minute / Wonder If She Knows
- 1967 : Goodbye, Dolly Gray / I Just Can't Let Her Go
- 1968 : Until My Baby Comes Home / Seven Park Avenue